# Pumpkin
Pumpkin es el título en inglés de una película estadounidense del año 2002. 
Fue protagonizada por Christina Ricci, Hank Harris, Brenda Blethyn, Dominique Swain y Marisa Coughlan, y fue dirigida por Anthony Abrams y Adam Larson Broder con una duración de 113 minutos. Es considerada en los géneros de comedia romántica, dramática y oscura.

## Argumento
La estudiante Carolyn McDuffy jamás imaginó que se enamoraría de alguien menos que perfecto. En un año donde su amiga, que se vuelve presidenta de la hermandad a la que pertenecen, decide entrenar atletas minusválidos, idea a la que se opone la protagonista. Todo es para ganar un importante trofeo, a lo cual tuvo que aceptar. Incómoda al principio, queda luego impresionada por el joven atleta Pumpkin Romanoff, que le enseña importantes conceptos sobre la vida. Carolyn se enamora perdidamente de él y termina peleándose con su novio, su hermandad e incluso con la sobreprotectora madre de Pumpkin.

## Reparto
| Actor                            | Personaje                |
| -------------------------------- | ------------------------ |
| Christina Ricci                  | Carolyn McDuffy          |
| Hank Harris                      | Jesse "Pumpkin" Romanoff |
| Brenda Blethyn                   | Judy Romanoff            |
| Dominique Swain                  | Jeanine Kryszinsky       |
| Marisa Coughlan                  | Julie Thurber            |
| Sam Ball                         | Kent Woodlands           |
| Harry J. Lennix                  | Robert Meary             |
| Nina Foch                        | Betsy Collander          |
| Melissa McCarthy                 | Cici Pinkus              |
| Caroline Aaron                   | Claudia Prinsinger       |
| Lisa Banes                       | Chippy McDuffy           |
| Julio Oscar Mechoso              | Dr. Frederico Cruz       |
| Phil Reeves                      | Burt Wohlfert            |
| Marisa Parker aka Marisa Petroro | Courtney Burke           |
| Tait Smith                       | Hansie Prinsinger        |
| Michael Bacall                   | Casey Whitner            |
| Amy Adams                        | Alex                     |

- Datos: Q673101